# لا ریبرا/ریبرا د آریبا
لا ریبرا/ریبرا د آریبا دهستانی در استان آستوریاس اسپانیا است.
در این دهستان ۱٬۹۸۷ نفر زندگی می‌کنند. مساحت این دهستان ۲۱٫۹۸ کیلومتر مربع است.